# ألان فرانك
ألان فرانك (بالإنجليزية: Allan Frank)‏ هو ملحن ومغن مؤلف أمريكي، ولد في 24 أكتوبر 1950.